# Мачва
Долни Срем или Мачва (на унгарски: Macsó) е историко-географска област в Сърбия. Заема северозападния край на Централна Сърбия, и малка част от Срем, Войводина.
Мачва е плодородна равнина между Сава и Дрина. Главен град на днешната област е Шабац. Днес района в Централна Сърбия носи името Мачвански окръг, въпреки че историческата област включва и малко северна отвъдсавска територия.
Името на областта идва от названието на едноименния средновековен град, който се е намирал близо до днешния Шабац.
През Средновековието Мачва е част от Византийската империя, Първата българска държава, Втората българска държава, Кралство Унгария, владение на Стефан Драгутин (като унгарски васал) и Османската империя. В началото на 19 век областта (без северната отвъдсавска покрайнина), като част от Белградския пашалък, влиза в състава на сръбското Княжество, а впоследствие Кралство Сърбия.